# Gympie National Park
Gympie National Park är en park i Australien. Den ligger i delstaten Queensland, omkring 160 kilometer norr om delstatshuvudstaden Brisbane.
Närmaste större samhälle är Gympie, omkring 14 kilometer sydväst om Gympie National Park.
I omgivningarna runt Gympie National Park växer huvudsakligen savannskog. Runt Gympie National Park är det mycket glesbefolkat, med 6 invånare per kvadratkilometer. Genomsnittlig årsnederbörd är 1 531 millimeter. Den regnigaste månaden är mars, med i genomsnitt 289 mm nederbörd, och den torraste är september, med 33 mm nederbörd.